# إيكاترينا كوراكوفا
إيكاترينا أندريفنا كوراكوفا (الروسية: Екатерина Андреевна Куракова ، بولندية: Jekatierina Kurakowa ، مواليد 24 يونيو 2002) لاعبة متزلج على الجليد روسية بولندية، هي بطلة كأس سلسة التحدي وارسو 2019 ، وبطلة كأس مينتور تورون لعام 2019 ، وبطلة أربع مرات (2019-2021) ، وبطولة وطنية بولندية ثلاث مرات (2019-2021).

## روابط خارجية
- إيكاترينا كوراكوفا في الاتحاد الدولي للتزلج